# دوتایی پرتو ایکس

یک تصویر خیالی از دوتایی پرتو ایکس

دوتایی پرتوایکس یک گروه از ستارگان دوتایی هستند که پرتو ایکس تابش می‌کنند.
روش تابش این پرتو بدین گونه‌است که یکی از همدم‌ها (معمولاً سیاهچاله، ستاره نوترونی یا کوتوله سفید) مواد همدم دیگر را بلعیده و در این هنگام این مواد به دور جرم کوچک‌تر می‌چرخند و دیسکی ایجاد می‌کنند که به آن قرص برافزایشی می‌گویند.

## دوتایی پرتو ایکس پرجرم

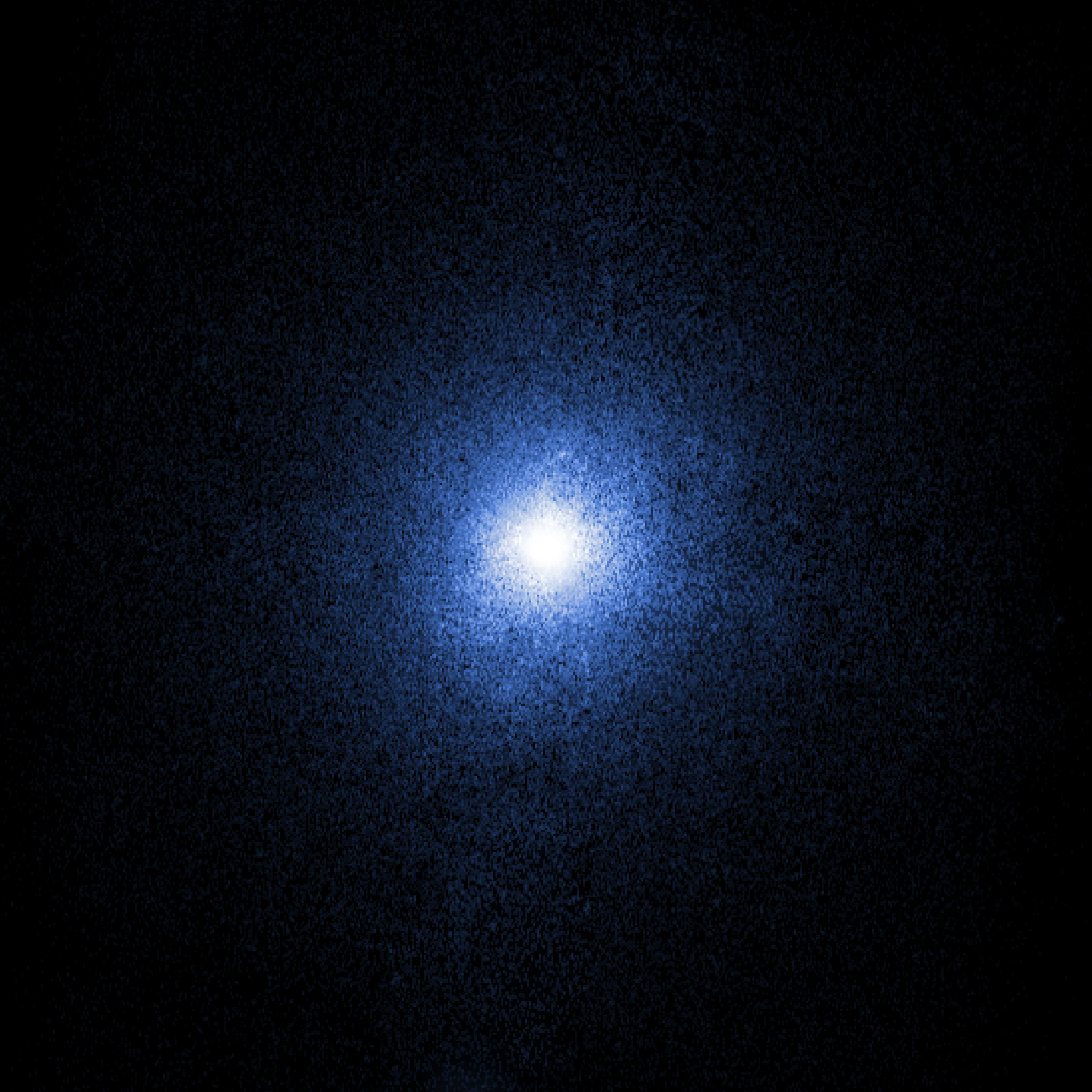
از زمان کشف آن در سال 1964، ماکیان ایکس یک (Cygnus X-1) یکی از منابع پرتو ایکس کیهانی بوده است که به شدت مورد مطالعه قرار گرفته است.

یک دوتایی پرتو ایکس پرجرم (HMXB) یک سامانه دوتایی است که یکی از آن‌ها از همدم‌های ستارهٔ معمولی بوده و دیگری ستاره‌ای پرجرم است: غالباً یک ابرغول یا ستاره ردهٔ O یا B.
همدم‌های این ستاره‌ها معمولاً یا کوتوله سفید، ستاره نوترونی یا سیاهچاله هستند.
و بدین گونه است که بادهای خورشیدی عظیمی که موجبش گرانش همدم است از ستاره بزرگ‌تر وزیده و به سمت جسم فشرده روانه می‌شود.
از مهم‌ترین مثال‌هایش ماکیان ایکس یک است.

## ریزاختروش‌ها

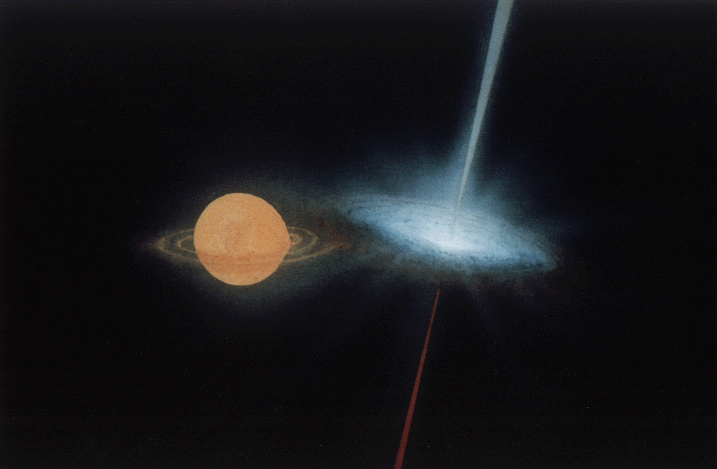
برداشتی هنری از ریزاختروش اس‌اس ۴۳۳.

ریزاختروش (به انگلیسی: microquasar) که به نام دوتایی پرتو ایکس منتشرکننده امواج رادیوی نیز خوانده می‌شود، نوع کوچکتر یک اختروش است. ریزاختروش‌ها را از روی اختروش‌ها نامگذاری نموده‌اند؛ زیرا خصوصیات مشترکی بایکدیگر دارند : انتشار امواج رادیویی قوی و متغیر و این‌که هردو به صورت فواره‌های رادیویی و یک قرص تجمعی که با یک جسم فشرده(سیاهچاله یا ستاره نوترونی) محصور شده‌اند، تصویر می‌شوند. در اختروش‌ها سیاهچاله، یک سیاهچاله پرجرم (میلیونها جرم خورشیدی) است در حالیکه در ریز اختروش‌ها جرم جسم فشرده تنها چند جرم خورشیدی است. در ریزاختروش‌ها ماده تجمع یافته از یک ستاره معمولی می‌آید و قرص تجمعی در نواحی نور مرئی و پرتو ایکس بسیار درخشنده است. ریزاختروش‌ها را گاهی به نام دوتایی پرتو ایکس فواره رادیویی می‌خوانند تا آن را از دیگر دوتایی‌های پرتو ایکس متمایز نمایند. بخشی از تابش رادیویی از فواره‌های نسبیتی می‌آید.
ریزاختروش‌ها برای مطالعه فواره‌های نسبیتی اهمیت دارند. این فواره‌ها در نزدیکی جسم فشرده تشکیل می‌شوند، و مقیاس زمانی نزدیک به جسم فشرده متناسب با جرم آن هستند. بنا براین آن تغییراتی که در یک روز در ریزاختروش‌ها صورت می‌گیرد ممکن است برای اختروش‌ها قرنها طول بکشد.
برخی از ریزاختروش‌های قابل توجه عبارتند از: اس‌اس ۴۳۳ که در آن خطوط تابش اتمی در هردوی فواره‌ها قابل مشاهده هستند؛ جی‌آراس ۱۹۱۵+۱۰۵ با سرعت فواره بسیار بالا؛ ماکیان ایکس یک بسیار روشن و ال‌اس آی +۶۱ ۳۰۳ که نامزد ریزاختروش بودن است و پرتوهای گامای بسیار پرانرژی منتشر می‌کند.